# José Garcia
Pour les articles homonymes, voir Doval, José García (homonymie) et García.
José Doval,, dit José Garcia, est un acteur et humoriste franco-espagnol (en galicien : Xose García Doval,) né le 17 mars 1966 à Paris.
Révélé en 1992 par l'émission Nulle part ailleurs, aux côtés d'Antoine de Caunes, il s'affirme au cinéma grâce à la comédie à succès La Vérité si je mens ! (1997), de Thomas Gilou.
Il confirme avec des personnages hauts en couleur : second rôle remarqué dans Jet Set (2000), puis duo comique avec Benoît Poelvoorde pour Le Vélo de Ghislain Lambert (2001) et Le Boulet (2002). Cependant, ses essais dans un premier rôle sont accueillis plus tièdement : People (2004), Sa Majesté Minor (2007), Le Mac (2010), Chez Gino (2011), Les Seigneurs (2012), Fonzy (2013), À fond (2016).
Durant les années 2000, il livre aussi des rôles dramatiques : Quelqu'un de bien (2003), Rire et Châtiment (2003), La Boîte noire (2005), Le Couperet (2005), Pars vite et reviens tard (2007).

## Biographie

### Enfance et formation

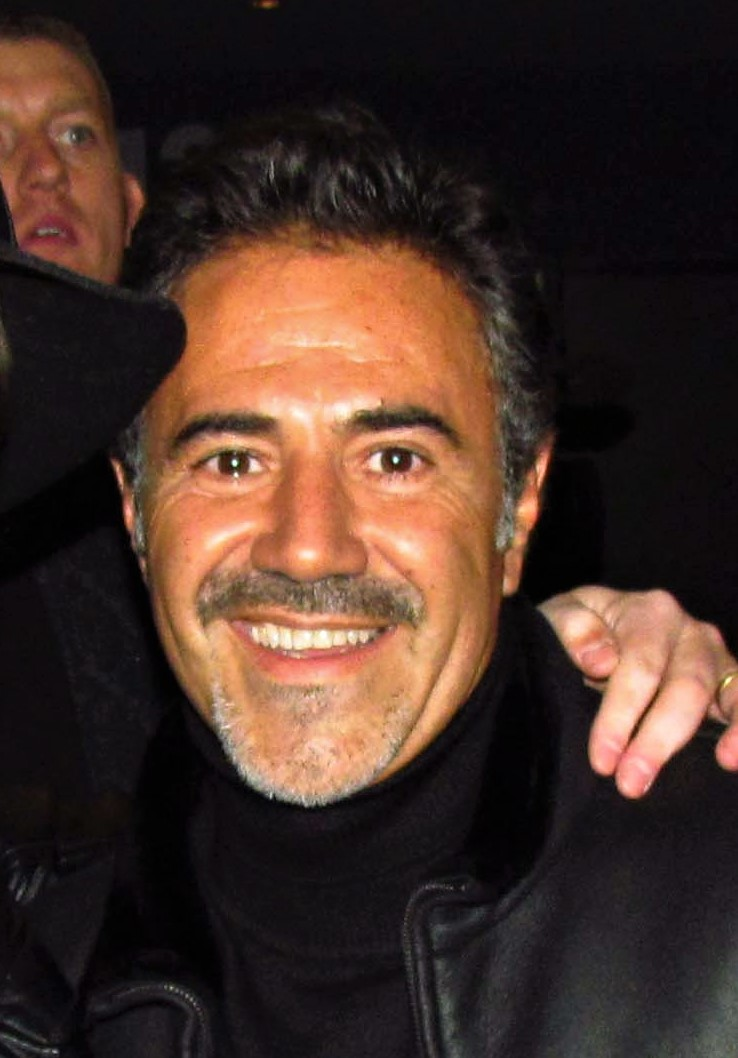
José Garcia en 2012

Jose Doval Garcia naît le 17 mars 1966 à Paris de parents immigrés espagnols (originaires de O Carballiño, province d'Ourense) que la pauvreté a chassés de leur Galice natale au milieu des années 1950 pour devenir gens de maison dans des hôtels particuliers du 16e arrondissement, sa mère Pura y étant cuisinière et son père, Raymond Garcia, valet et maître d'hôtel. 
José Garcia possède la double nationalité : français de naissance, il décide de garder la nationalité espagnole de ses parents. Ses parents lui choisissent le prénom de Jose en référence à l’enfant chanteur Joselito. 
Enfant, il est émerveillé par le monde du spectacle et par les numéros de cirque à la télévision de La Piste aux étoiles.
L'école ne lui convient pas : cancre patenté, il préfère faire le clown. 
José Garcia a deux sœurs, il a un ami qui est comme un frère, Philippe, fils d'un employeur de ses parents, qui le prend sous son aile et le fait sortir. 
Titulaire d'un BEP de comptabilité, il devance l'appel et fait son service militaire au régiment de chars du 4e régiment de dragons de Mourmelon (Marne) avant de s'engager dans la voie de ses rêves : devenir acteur de cinéma.
À l'âge de 20 ans, il suit pendant deux ans une formation de comédien en classe libre au Cours Florent à Paris avec Francis Huster comme professeur. Il complète sa formation en passant par l'école de cirque Annie Fratellini et en suivant des cours de l'Actors Studio dispensés en France.

### Débuts et révélation télévisuelle (1989-1997)

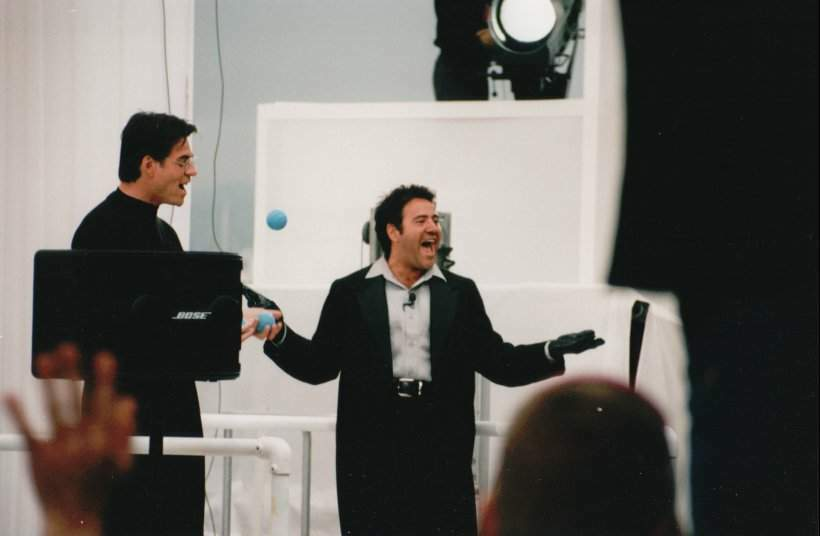
José Garcia (à droite) et Bruno Gaccio sur le plateau de Nulle part ailleurs au festival de Cannes 1996.

Il débute au cinéma en 1989 dans des petits rôles pour Romuald et Juliette, Élisa, Beaumarchais, l'insolent. Il participe aussi en tant que comédien à l'enregistrement de livres audio pour la société Livraphone.
Il exerce différents petits boulots en parallèle avant d'être engagé comme chauffeur de salle pour l'émission de talk show Nulle part ailleurs de Canal+ présentée par Philippe Gildas et Antoine de Caunes, avec qui il s'associe pendant cinq ans pour jouer des sketchs comiques de clown, trublion, travesti costumé à partir de 1992 où il commence à connaître la notoriété .

### Percée au cinéma (1997-2001)
Il quitte l'émission en 1997, année de la sortie du film à succès La Vérité si je mens !, comédie caricaturale d'une bande de copains juifs du quartier du Sentier de Paris réalisée par Thomas Gilou. Il y incarne Serge Benamou, aux côtés de Richard Anconina, Bruno Solo, Richard Bohringer, Élie Kakou. Sa prestation lui vaut une nomination au César du meilleur espoir masculin 1997.
L'année suivante, l'acteur est propulsé tête d'affiche de la comédie La Mort du Chinois, écrite et réalisée par Jean-Louis Benoît. Le film passe inaperçu. Il réessaie en 1999 avec Cinq minutes de détente, écrit et réalisé par Tomas Romero. La même année, il s'essaie au drame avec Extension du domaine de la lutte, une adaptation du roman éponyme de Michel Houellebecq signée Philippe Harel.
En 2000, il tient un second rôle dans le thriller En face, porté par Jean-Hugues Anglade. Il partage aussi l'affiche de la comédie dramatique Les Frères Sœur avec Denis Podalydès.
Mais c'est dans la comédie populaire et avec des personnages hauts en couleur qu'il parvient à confirmer : il incarne Mellor Da Silva dans la satire du show-business Jet Set, réalisée par Fabien Onteniente.
Il poursuit dans ce registre en 2001, en reprenant son rôle de Serge Benamou dans la suite à succès La Vérité si je mens ! 2, toujours sous la direction de Thomas Gilou. Il seconde aussi Benoît Poelvoorde pour la comédie Le Vélo de Ghislain Lambert, qui lui permet de retrouver Philippe Harel. Autres retrouvailles, celle avec Antoine de Caunes, passé à la réalisation pour le thriller fantastique Les Morsures de l'aube.
Cette même année, il est récompensé par le Prix Patrick-Dewaere du meilleur espoir du cinéma français.

### Diversification (2002-2007)
En 2002, il retrouve Benoît Poelvoorde pour la comédie d'action Le Boulet, d'Alain Berberian et Frédéric Forestier. Il y incarne Mustapha Amel, alias « Le Turc ». Il surprend également en prêtant ses traits à Louis XIV pour le film de cape et d'épées Blanche, co-écrit et mis en scène par Bernie Bonvoisin. Enfin, il partage l'affiche de la comédie dramatique Quelqu'un de bien avec Patrick Timsit, également réalisateur. Ce projet lui permet de livrer une performance dramatique inédite. Il y reprend notamment Prisencoli Nensinainciusol (en) d'Adriano Celentano.
En 2003, il poursuit dans cette veine ambitieuse en acceptant de porter une comédie dramatique d'inspiration biographique réalisée par son épouse Isabelle Doval (dont il a deux filles : Laurene et Thelma), intitulée Rire et Châtiment. La même année, il partage l'affiche d'une comédie de Pierre Salvadori, Après vous, avec Daniel Auteuil et Sandrine Kiberlain.
En 2004, il opère un grand écart : il est d'abord au premier plan de la suite de Jet Set, intitulée People, toujours réalisée par Fabien Onteniente. Puis il joue dans Le Septième Jour, thriller horrifique espagnol réalisé par Carlos Saura.
L'année suivante, il persiste dans un registre dramatique : il est la tête d'affiche de la satire Le Couperet, de Costa-Gavras, puis du très sombre film-concept La Boîte noire, réalisé par Richard Berry.
L'année 2006 le ramène à un cinéma plus commercial : il partage l'affiche de la comédie romantique Quatre étoiles avec Isabelle Carré. Parallèlement, le thriller G.A.L., de Miguel Courtois, passe inaperçu.
En 2007, Régis Wargnier le dirige dans le polar Pars vite et reviens tard, où il incarne le commissaire Jean-Baptiste Adamsberg. Puis, il tient le rôle-titre du film fantastique de Jean-Jacques Annaud, Sa Majesté Minor, un four critique et commercial.

### Tête d'affiche comique (années 2010)

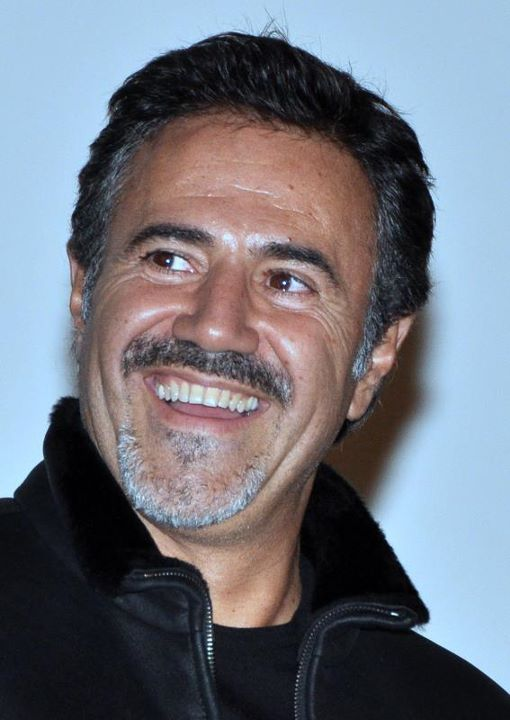
L'acteur en 2012 à l'avant-première parisienne de La Vérité si je mens ! 3.

Il faut attendre 2010 pour le revoir en tête d'affiche : la comédie Le Mac, de Pascal Bourdiaux, le voit renouer avec un personnage délirant. Le film totalise un million et demi d'entrées. En 2011, il tient le rôle-titre de Chez Gino, premier essai dans la comédie de l'acteur/scénariste/réalisateur Samuel Benchetrit.
En 2012, il se repose sur deux comédies de bandes : il conclut la trilogie qui l'a révélé avec La Vérité si je mens ! 3, qui réunit l'équipe du succès de Thomas Gilou. Puis il fait partie des têtes d'affiche de la comédie sportive Les Seigneurs, premier essai dans la comédie du réalisateur Olivier Dahan.
L'année suivante, il fait confiance à Michaël Youn, qui le dirige dans son deuxième film en tant que réalisateur, la satire Vive la France. La même année, sa femme Isabelle Doval le dirige une seconde fois, avec Fonzy, remake du succès québécois Starbuck, de Ken Scott (sorti en 2011). Enfin, il tient un petit rôle dans le blockbuster américain Insaisissables, mis en images par le français Louis Leterrier. Lors de la promotion de ce dernier film, l'acteur est confondu avec Robert Downey Jr. en raison de leur ressemblance !
Après deux années d'absence sur les écrans, il enchaîne deux comédies potaches et délirantes en 2016, deux flops : Tout schuss, de Stéphan Archinard, François Prévôt-Leygonie, puis À fond, de Nicolas Benamou. La même année, il tient aussi un second rôle dans le thriller d'action britannique Bastille Day, porté par Idris Elba.
Il finit par revenir vers un cinéma plus ambitieux et des seconds rôles : en donnant la réplique à Isabelle Huppert, titulaire du rôle-titre de la comédie indépendante Madame Hyde, écrite et réalisée par Serge Bozon. Puis en partageant l'affiche de la comédie dramatique Lola et ses frères avec Jean-Paul Rouve et Ludivine Sagnier.
L'année 2019 débute avec la sortie de la comédie chorale À cause des filles..?, de Pascal Thomas, puis se poursuit avec la comédie Chamboultout, d'Éric Lavaine, dont il partage l'affiche avec Alexandra Lamy. Enfin, il rejoint le casting trois étoiles de la comédie dramatique Nous finirons ensemble, sixième long-métrage de Guillaume Canet, mais surtout suite du succès de 2010, Les Petits Mouchoirs.

### Années 2020
En janvier 2020, il préside le jury du 23e Festival international du film de comédie de l'Alpe d'Huez, succédant à Alexandra Lamy.
Fin 2022, il est président du 33e Festival du film britannique de Dinard, succédant à Bérénice Bejo.
José Garcia incarne le rôle de Biopix dans Astérix et Obélix : L’Empire du Milieu, sorti le 1er février 2023.
En avril 2024, il est la tête d'affiche, aux côtés de Charlotte Gainsbourg, de la comédie dramatique Nous, les Leroy.

## Vie privée
Il a été marié de 1993 à 2021 à la réalisatrice Isabelle Doval avec laquelle il a deux filles : Laurène et Thelma.

## Engagement associatif
- Depuis 2011 : José Garcia parraine les projets de développement durable de l’ Akuo Energy[11].
- Depuis 2008 : José Garcia est le parrain de Rêves de Gosse. L'association offre à des enfants handicapés leur baptême de l’air lors d’un tour de France aérien.

## Filmographie

### Cinéma

#### 1989-1999
- 1989 : Romuald et Juliette de Coline Serreau : le réparateur de l'ascenseur
- 1993 : Le Tronc de Karl Zéro et Bernard Faroux
- 1994 : Le Jour J, court métrage de Denis Malleval
- 1995 : Élisa de Jean Becker : un passager de taxi
- 1995 : Beaumarchais, l'insolent d'Édouard Molinaro : Figaro
- 1996 : Caméléone de Benoît Cohen : le flic
- 1996 : La Vérité si je mens ! de Thomas Gilou : Serge Benamou
- 1997 : Les Démons de Jésus de Bernie Bonvoisin : Bruno Piacentini
- 1997 : Tout doit disparaître de Philippe Muyl : le détective Colle
- 1998 : La Mort du Chinois de Jean-Louis Benoît : Michel Passepont
- 1998 : Les Grandes Bouches de Bernie Bonvoisin : Félix
- 1999 : Extension du domaine de la lutte de Philippe Harel : Tisserand
- 1999 : Que la lumière soit ! de Arthur Joffé : le journaliste
- 1999 : Comme un poisson hors de l'eau de Hervé Hadmar
- 1999 : Cinq minutes de détente de Tomas Romero : Philippe Pabst

#### Années 2000
- 2000 : En face de Mathias Ledoux : Hugo
- 2000 : Jet Set de Fabien Onteniente : Mellor da Silva
- 2000 : Les Frères Sœur de Frédéric Jardin : Charlie Sœur
- 2001 : La Vérité si je mens ! 2 de Thomas Gilou : Serge Benamou
- 2001 : Les Morsures de l'aube d'Antoine de Caunes : Caniveau
- 2001 : Trouble Every Day de Claire Denis : Choart
- 2001 : Le Vélo de Ghislain Lambert de Philippe Harel : Claude Lambert
- 2002 : Le Boulet d'Alain Berberian et Frédéric Forestier : Mustapha Amel alias « Le Turc »
- 2002 : Blanche de Bernie Bonvoisin : Louis XIV
- 2002 : Quelqu'un de bien de Patrick Timsit : Paul
- 2003 : Rire et Châtiment d'Isabelle Doval : Vincent Roméro et Jean-Pierre alias Eric Sanchez
- 2003 : Après vous de Pierre Salvadori : Louis
- 2004 : People de Fabien Onteniente (suite de Jet Set) : John John
- 2004 : Le Rôle de sa vie de François Favrat : Lui-même
- 2004 : Utopía de María Ripoll (en) : le commandant
- 2005 : Le Couperet de Costa-Gavras : Bruno Davert
- 2005 : De qui me moque-je ?, court métrage de Matthieu Maunier-Rossi : l'agriculteur français
- 2005 : Le Septième Jour de Carlos Saura (El 7º Dia) : José Jimenez
- 2005 : La Boîte noire de Richard Berry : Arthur Seligman
- 2006 : Quatre étoiles de Christian Vincent : Stéphane Lachesnaye
- 2006 : G.A.L. de Miguel Courtois : Manuel Mallo
- 2007 : Pars vite et reviens tard de Régis Wargnier : le commissaire Jean-Baptiste Adamsberg
- 2007 : Sa Majesté Minor de Jean-Jacques Annaud : Minor
- 2008 : Astérix aux Jeux Olympiques de Frédéric Forestier et Thomas Langmann : Couverdepus
- 2008 : Un homme et son chien de Francis Huster : l'homme du tramway

#### Années 2010
- 2010 : Le Mac de Pascal Bourdiaux : Ace / Gilbert Chapelle
- 2011 : Chez Gino de Samuel Benchetrit : Gino Roma
- 2012 : La Vérité si je mens ! 3 de Thomas Gilou : Serge Benamou
- 2012 : Les Seigneurs d'Olivier Dahan : Patrick Orbéra
- 2013 : Vive la France de Michaël Youn : Muzafar
- 2013 : Insaisissables (Now You See Me) de Louis Leterrier : Étienne
- 2013 : Fonzy d'Isabelle Doval : Diego Costa
- 2016 : Tout schuss de Stéphan Archinard, François Prévôt-Leygonie : Max Salinger
- 2016 : Bastille Day de James Watkins : Victor Gamieux
- 2016 : À fond de Nicolas Benamou : Tom
- 2017 : Madame Hyde de Serge Bozon : Pierre Géquil
- 2018 : Lola et ses frères de Jean-Paul Rouve : Pierre
- 2019 : À cause des filles..? de Pascal Thomas : Daniel Leibovitz
- 2019 : Chamboultout d'Éric Lavaine : Frédéric
- 2019 : Nous finirons ensemble de Guillaume Canet : William

#### Années 2020
- 2020 : 30 Jours max de Tarek Boudali : le Rat
- 2021 : Fox Hunt de Leo Zhang
- 2022 : Canailles de Christophe Offenstein : Elias
- 2022 : Le Torrent d'Anne Le Ny : Alexandre
- 2023 : Astérix et Obélix : L'Empire du Milieu de Guillaume Canet : Biopix
- 2023 : 3 Jours max de Tarek Boudali : le Rat
- 2023 : Waiting for Dali de David Pujol : Jules
- 2024 : Nous, les Leroy de Florent Bernard : Christophe Leroy
- 2024 : Le Panache de Jennifer Devoldère : Monsieur Devarseau
- 2024 : A toute allure de Lucas Bernard : Benazech, le pacha
- 2024 : Joli Joli de Diastème : Klaus
- 2025 : Dis-moi juste que tu m'aimes d'Anne Le Ny : Thomas

### Télévision
- 1991 : Mésaventures de Elise Durupt (série télévisée, épisodes "Rideau rouge et idées noires" et "Le démon dans la boîte")
- 1995 : Seconde B (série télévisée, épisode 1)
- 1994 : Nulle part ailleurs (émission de télévision)
- 1996 : Cœur de cible de Laurent Heynemann (téléfilm)
- 2020 : Dix pour cent (saison 4, épisode 3)
- 2022 : Totems de Juliette Soubrier et d’Olivier Dujols (série en 8 épisodes)
- 2023 : Week-end Family (série télévisée) : l'agent immobilier

### Documentaire
- 2014 : Le Chercheur inquiet d'Avril Tembouret : Lui-même

### Doublage

#### Films
- 2001 : Comme chiens et chats : le chat russe (Glenn Ficarra) (voix)
- 2006 : Arthur et les Minimoys : Ernest Davido (Adam LeFevre) (voix)
- 2024 : Blue et Compagnie : Blue (Steve Carell) (voix)

#### Films d'animation
- 1998 : Mulan : Mushu[12]
- 2000 : La Route d'Eldorado : Tulio[13]
- 2004 : Mulan 2 : Mushu[14]
- 2005 : Madagascar : Alex[15]
- 2008 : Madagascar 2 : La Grande Évasion : Alex[15]
- 2009 : Joyeux Noël Madagascar (téléfilm) : Alex[15]
- 2012 : Madagascar 3 : Bons baisers d'Europe : Alex[15]
- 2021 : Encanto : La Fantastique Famille Madrigal : Bruno Madrigal[16]

#### Livres audio
- 2020-2022 : Sherlock Holmes (Audible)

## Théâtre
1990 : Le mystère de la chambre jaune d'après Gaston Leroux, mise en scène Gilles Cohen, Théâtre de la Cartoucherie 
- 2022 : Biographie : un jeu de Max Frisch, mise en scène Frédéric Bélier-Garcia, Théâtre du Rond-Point
- 2024 : Biographie : un jeu de Max Frisch, mise en scène Frédéric Bélier-Garcia, théâtre Marigny

## Discographie
- 2003 : Prisencoli (Extrait de Quelqu'un de bien)

## Distinctions

### Récompenses
- Prix Jean-Gabin 2001
- Festival international du film de comédie de l'Alpe d'Huez 2010 : Prix d'Interprétation pour Le Mac

### Nominations
- César 1998 : César du meilleur espoir masculin pour La Vérité si je mens !
- César 2006 : Meilleur acteur pour Le Couperet